# Henri Tudor (1511)
Pour les autres membres de cette famille, voir Tudor et pour les homonymes, voir Henri Tudor (homonymie) et Henri d'Angleterre.
Titre
Duc de Cornouailles
1er janvier 1511 – 23 février 1511
(1 mois et 22 jours)
Henri Tudor, titré duc de Cornouailles, (1er janvier – 23 février 1511) était le premier fils du roi d'Angleterre Henri VIII d'Angleterre et de sa première épouse Catherine d'Aragon.

## Biographie

### Naissance et baptême
Henri est né le 1er janvier 1511 au Palais de Richmond, dix-huit mois après le mariage de ses parents, et était le premier fils du couple royal. Catherine avait déjà donné naissance à une fille qui n'avait pas survécu, le 31 janvier 1510. Il fut baptisé le 5 janvier lors d'une cérémonie fastueuse. Les cadeaux de baptême incluaient un détenteur de sel d'or fin et une coupe pesant un total de 3 kilogrammes, offerts par Louis XII de France, son parrain. Ses autres parrains et marraines étaient William Warham, archevêque de Cantorbéry, et Marguerite d'Autriche. Au baptême, la grand-tante du bébé, Lady Anne Howard représenta par procuration Marguerite de Habsbourg, et Richard Foxe, évêque de Winchester fit de même pour le roi de France.

### Célébrations et décès
Le roi Henri et son épouse avaient prévu d'extravagantes célébrations pour fêter la naissance de son fils, qui devint automatiquement Duc de Cornouailles et héritier apparent du trône d'Angleterre, et devait devenir Prince de Galles, Roi d'Angleterre, et troisième roi de la Maison Tudor. Le tournoi à Westminster fut le plus fastueux du règne d'Henri VIII. Le roi Henri emporta la faveur de la reine Catherine lors du tournoi, combattant sous la bannière Sir au cœur loyal, la relation entre le couple royal, déjà forte, avait été renforcée par la réussite de Catherine à produire un héritier mâle. Connu sous le nom de Petit Prince Hal et Le Garçon du Nouvel An, le prince était admiré par la cour.
Cependant, le 23 février 1511, le jeune prince mourut subitement. La cause de sa mort n'a pas été rapportée. Il reçut des funérailles fastueuses à l'abbaye de Westminster. La reine Catherine attendit encore deux ans avant de tomber une troisième fois enceinte. Il n'y a aucun portrait connu du Prince Henri.
La très pieuse reine Catherine passa de nombreuses heures à prier l'âme de son fils tandis qu'Henri VIII détourna sa colère en faisant la guerre à Louis XII.